# La Grosse Truite
La Grosse Truite (en anglais : Big Trout) est une sculpture de truite en fibre de verre de 10 mètres de haut située en Australie, à Adaminaby, (Nouvelle-Galles du Sud), un lieu de pêche populaire pour ce poisson. Construite en 1973 par l'artiste et pêcheur local Andy Lomnici, La Grosse Truite fait partie des plus de 150 « gros objets » éparpillés dans tout le pays. Elle a été construite avec l'aide financière de la Snowy Mountains Authority à partir de 1971.

## Construction
Andy Lomnici a utilisé une truite congelée comme modèle et a construit son œuvre en fibre de verre sur un grillage et un cadre en acier. La Grosse Truite mesure 10 mètres de haut et pèse 2,5 tonnes. Ses écailles ont été produites en la recouvrant de grillage à poule, en ajoutant une dernière couche de fibre de verre, puis en retirant le grillage avant que celle-ci ne durcisse.
En 2012, l'œuvre a été repeinte pour célébrer le centenaire du comté de la Snowy River.

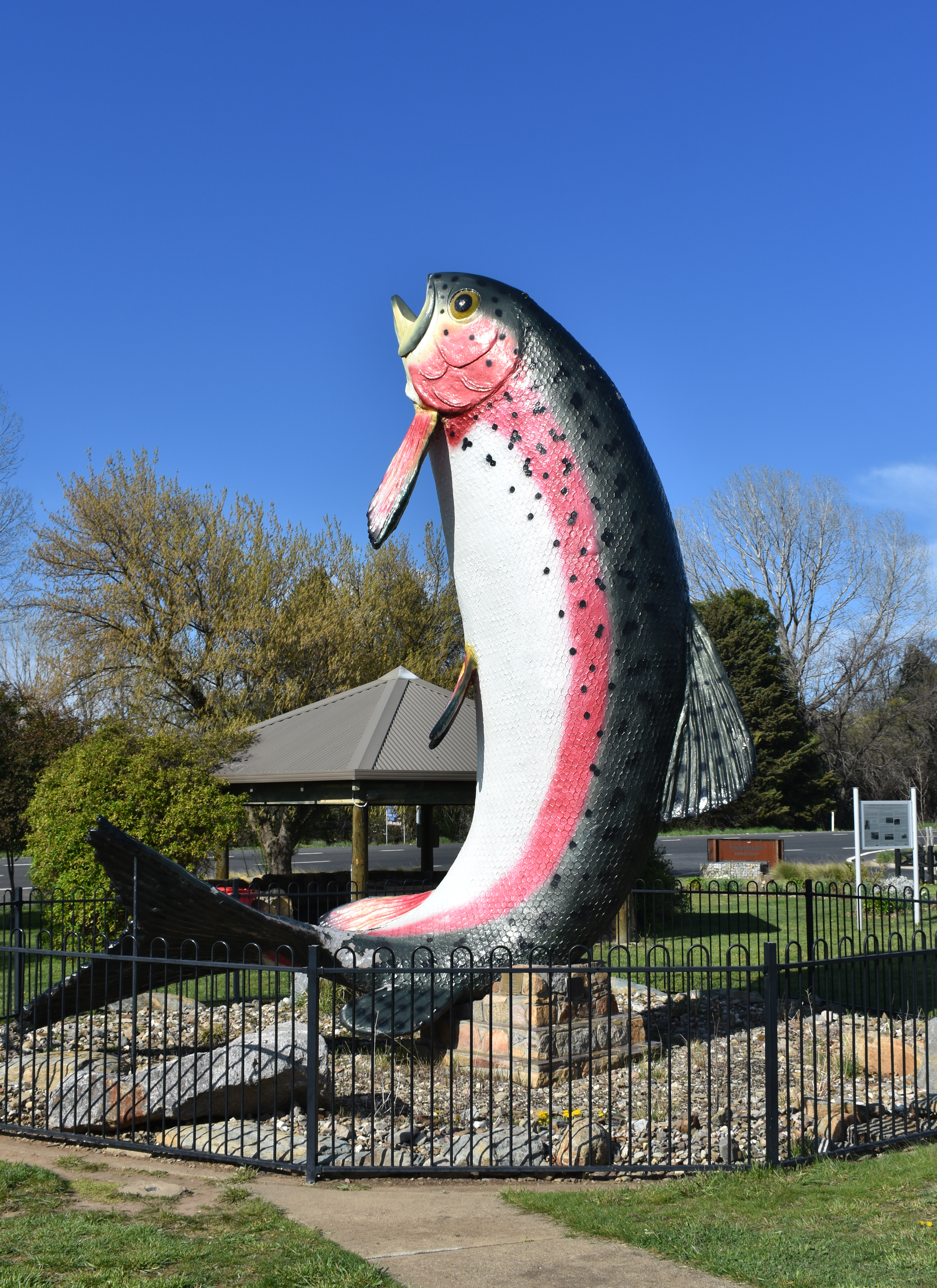
La Grosse Truite en 2020.